# Criquebeuf-sur-Seine
Criquebeuf-sur-Seine – miejscowość i gmina we Francji, w regionie Normandia, w departamencie Eure. Przez miejscowość przepływa Sekwana. 
Według danych na rok 1990 gminę zamieszkiwało 970 osób, a gęstość zaludnienia wynosiła 66 osób/km² (wśród 1421 gmin Górnej Normandii Criquebeuf-sur-Seine plasuje się na 247. miejscu pod względem liczby ludności, natomiast pod względem powierzchni na miejscu 149.).